# Temple mormon de Star Valley
Le temple mormon de Star Valley est un temple de l’Église de Jésus-Christ des saints des derniers jours situé à Afton, dans l’État du Wyoming, aux États-Unis. Il a été inauguré le 30 octobre 2016.